# Ramses Automobiles
 (septembre 2022).
Si vous disposez d'ouvrages ou d'articles de référence ou si vous connaissez des sites web de qualité traitant du thème abordé ici, merci de compléter l'article en donnant les références utiles à sa vérifiabilité et en les liant à la section « Notes et références ».
La société Ramses Automobiles, ou simplement Ramses (en arabe : رمسيس) est un constructeur automobile égyptien. La société est installée, depuis sa création en 1958, à Helwan.

## Histoire
La société El Nasr est créée par Egyptian Light Transport Mfg. Co. avec l'appui technique du constructeur allemand NSU Motorenwerke AG et la société italienne Carrozzeria Bertone. Le nom de la société a été choisi pour rappeler les pharaons d'Égypte antique de la dynastie ramesside, nom destiné à symboliser l'émergence économique du pays.
Au lendemain de la Seconde Guerre mondiale, les automobiles vendues en Égypte sont toutes importées d'Europe et du Japon. Avec la création de la République égyptienne et l'arrivée au pouvoir de Gamal Abdel Nasser en 1954, le pays se referme dans un nationalisme exacerbé.
La société d'État « Egypt Light Transportation Manufacturing Company » (ELTRAMCO) est chargée de conduire un des projets pilotes nationaux, la création d'une industrie automobile nationale égyptienne. Devant faire face à un manque crucial de main d'œuvre qualifiée dans le pays, le gouvernement a cherché un soutien auprès des entreprises étrangères. Avec l'aide de la « Carrozeria Bertone SpA » pour la partie carrosserie et de l'allemand NSU Motorwerke AG pour l'équipement technique, les moteurs et les châssis, la société engage la fabrication d'un modèle similaire à la NSU Prinz III puis Prinz IV.

## Premier modèle « Ramses Utilica » en 1959
La première Ramses Utilica ressemble à une « Jeep », conçue sur la base de la « NSU Prinz 30 » mais assemblée à la main. Le plus gros problème étant le manque de personnel qualifié, la société ne peut fabriquer que deux ou trois voitures par jour seulement. L'Utilica n'a pas conquis le cœur des égyptiens avec ses formes angulaires créées par nécessité, l'entreprise ne disposant que de machines simples qui ne permettaient pas de créer des formes compliquées car elle ne possédait ni presses ni emboutisseuses.
En 1959, la production « de masse » du modèle Ramses Utilica commence. Voiture compacte avec une carrosserie multi-usages, la Ramses est à la fois une berline et un cabriolet avec portières et toit en toile. Le moteur est un deux cylindres de 598 cm3, comme sur la NSU Prinz III, placé à l'arrière et à refroidissement par air. Le véhicule a une puissance de 22 ch et peut atteindre une vitesse de pointe de 116 km/h. 1 130 exemplaires de ce modèle ont été fabriqués.

## Ramses Gamila en 1961
En 1961 (date non vérifiable et sujette à contestation) un nouveau modèle apparait, la Ramses Gamila. Très peu d'exemplaires ont été construits et les photographies sont rares. C'est un petit cabriolet dont la carrosserie est due à l'italien Vignale. Il y aurait eu une version pick-up, une limousine et une voiture de sport. L'avant est semblable à la Ramses II d'où le doute sur la date de présentation.

## Second modèle RamsesIIen 1963

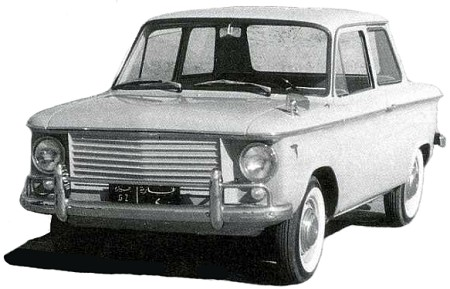
Une Ramses II

Durant l'été 1963, le constructeur présente un nouveau modèle, la Ramses II avec une carrosserie très inspirée de la « NSU Prinz IV ». Elle dispose du même moteur que l'Utilica, le bi-cylindre de 600 cm3, d'une puissance de 22 ch. 1 700 exemplaires de ce modèle ont été fabriqués, jusqu'à la fin de 1965.

## RamsesIIIen 1966
La Ramses III est présentée au printemps 1966. Ce modèle est un pur produit développé en Égypte par le constructeur Ramses mais avec le moteur et la carrosserie provenant toujours des deux sociétés européennes. Seul un très petit nombre d'exemplaires est fabriqué, engendrant un énorme fiasco économique et portant le constructeur à la faillite.
Après l'échec de la « Ramses III », la société « Egyptian Light Transport Manufacturing » s'oriente vers la fabrication de véhicules utilitaires, en particulier des tracteurs, des camionnettes et camions polonais ; puis des motocyclettes tchécoslovaques grâce notamment à de généreuses subventions gouvernementales pour lancer ces productions.
Avec l'essor économique de l'Égypte qui après dix ans, aurait dû permettre à toute société de continuer sans aide gouvernementale, à partir du printemps 1969, aucune subvention n'a plus été accordée par l'État égyptien.
Le groupe d'État « Egypt Light Transportation Manufacturing Company » et sa filiale, le constructeur automobile Ramses étant en très grande difficulté financière, l'État égyptien intégre le constructeur, en 1969, dans la société « PVD Nasr Automobile Manufacturing » qui dispose d'une bien meilleure image et d'un support technqiue et financier solide avec Fiat. Après 1972, la marque Ramses n'est plus utilisée ; la production porte le nom de « Watania Automobile Manufacturing Company » (WAMCO) et fait partie de El Nasr jusqu'à sa fermeture en 2009.